# Valhelhas
Valhelhas es una freguesia portuguesa del concelho de Guarda, con 18,95 km² de superficie y 396 habitantes (2011). Su densidad de población es de 20,9 hab/km².

## Historia
Poblada desde época prerromana, Valhelhas fue sede de un concelho independiente (con carta foral otorgada en 1188 por Sancho I de Portugal) hasta 1855, año en que fue absorbido por el de Guarda. 
En su patrimonio destacaba el castillo, originado en una fortificación romana y objeto de sucesivas reformas en épocas posteriores, hasta su destrucción casi total por la artillería francesa en 1810 y ulterior abandono, de modo que hoy apenas se conserva un muro. En mejores condiciones subsisten el pelourinho de 1555, símbolo de la antigua autonomía municipal, la iglesia matriz de Santa María Mayor, consagrada en 1162, y las capillas de Santo Antão y del Divino Corpo Santo, ambas del siglo XVI. Existen también en la freguesia restos romanos, como aras, piedras miliares y vestigios de una calzada.